# 杨露禅、武禹襄故居
杨露禅、武禹襄故居，位于中国河北省邯郸市永年区广府镇的河北省文物保护单位，类型为古建筑，公布时间为2001年2月7日。杨露禅、武禹襄故居的历史年代为清代。

## 杨露禅故居
杨露禅故居位于永年区广府古城南关外100米道东，占地总面积3000余平方米米，坐东面西，分为两段院落。故居始建于清末，原建筑为倒座（茶棚）五间、上房配房、演武厅等建筑，不幸早年被毁。1991年，在原基址上按照原样进行了复修增建。前院是杨露禅起居处，屋内两侧偏房悬挂杨露禅三下陈家沟学艺的故事简介、杨氏历代传承表。中间供奉着一代太极宗师杨露禅的金身塑像。后院是永年县人民政府为修缮杨露禅故居做出贡献的人所立的碑廊。

## 武禹襄故居
武禹襄故居位于永年区广府古城东街，占地面积9000余平方米，建筑面积6000平方米，属清代道光年间的建筑。故居中轴线原有南、北三个院落，房屋75间，大门西侧有耳房2间，前有影壁，后有垂花门，过垂花门左首有轿房3间。第院落有东、西配房各3间，过厅1间；第二院落有东、西配房各3间，过厅5间；第三院落有东、西配房各3间，主房5间，仓库11间。除中轴线部分外，还有东、西两条轴线，原有月门、书房、花庭、月台、莲花池、假山、练武场等辅助设施及配房23间。东、西两条轴线建筑已毁，现仅存中轴线部分。现存42间，其房屋错落有致，左右对称，崇脊飞檐。平面布局严谨、庄重、和谐，工程完美，体现了中国古代建筑的传统风格和艺术水准，是现存较完整的古民居建筑和珍贵的历史文物。